# Chiesa dell'Immacolata (Barcellona Pozzo di Gotto)
La chiesa dell'Immacolata Concezione sorge al termine della via Regina Margherita nel quartiere omonimo alle pendici dell'altura che ospita l'aggregato dei Basiliani. Appartenente all'arcidiocesi di Messina-Lipari-Santa Lucia del Mela, vicariato di Barcellona Pozzo di Gotto sotto il patrocinio di San Sebastiano, arcipretura di Barcellona Pozzo di Gotto, basilica di San Sebastiano.

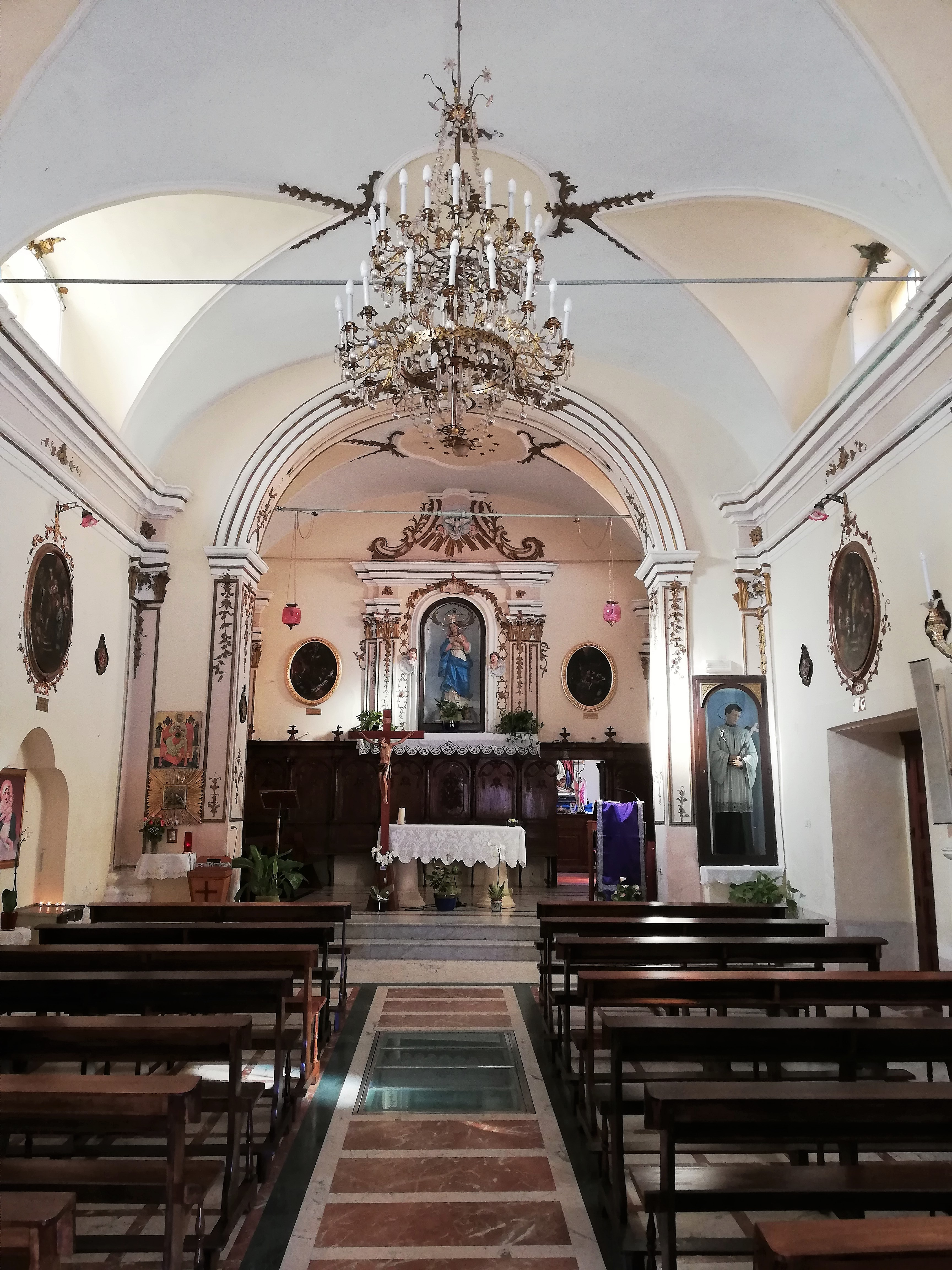
Navata.

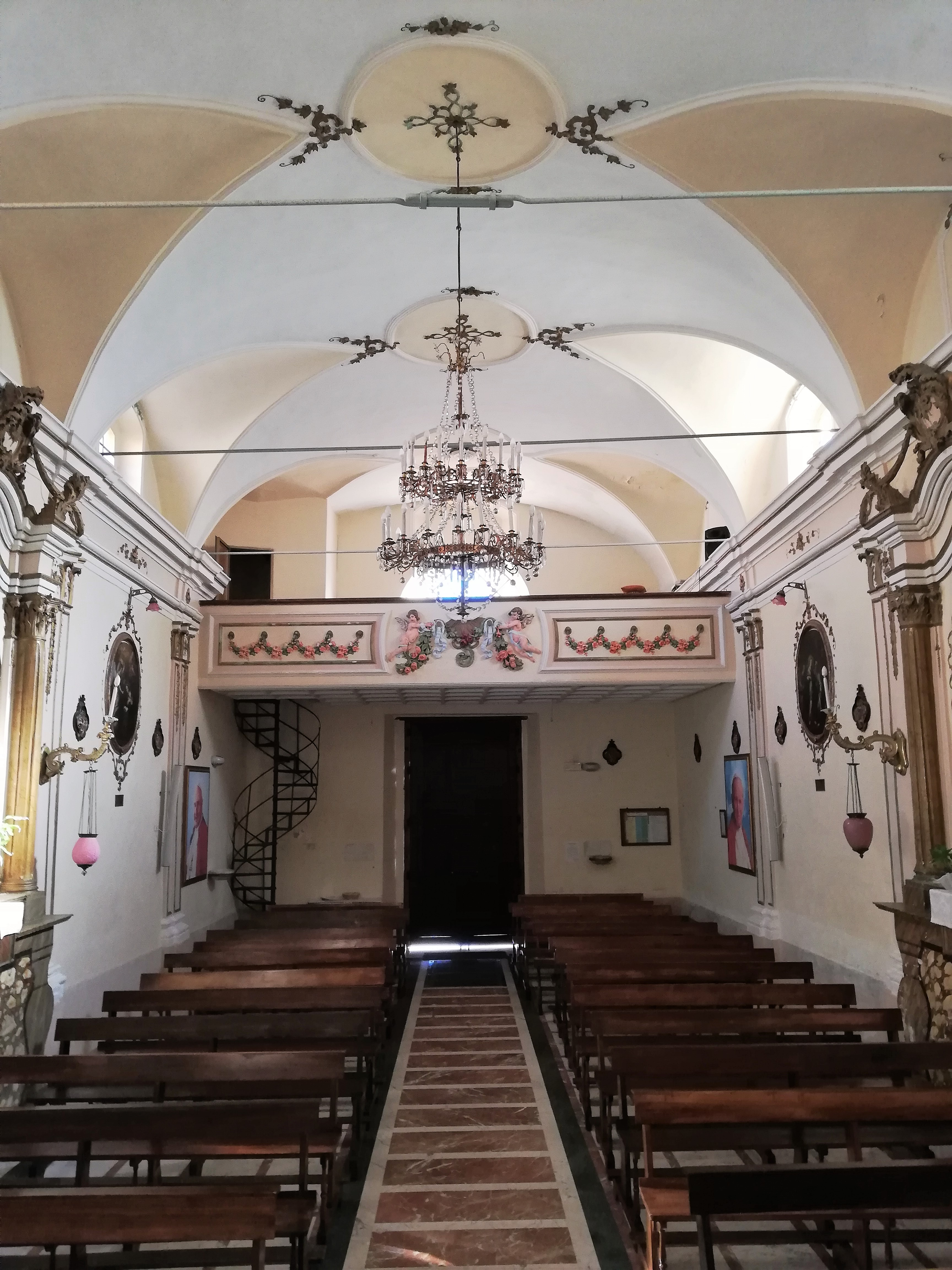
Controfacciata.

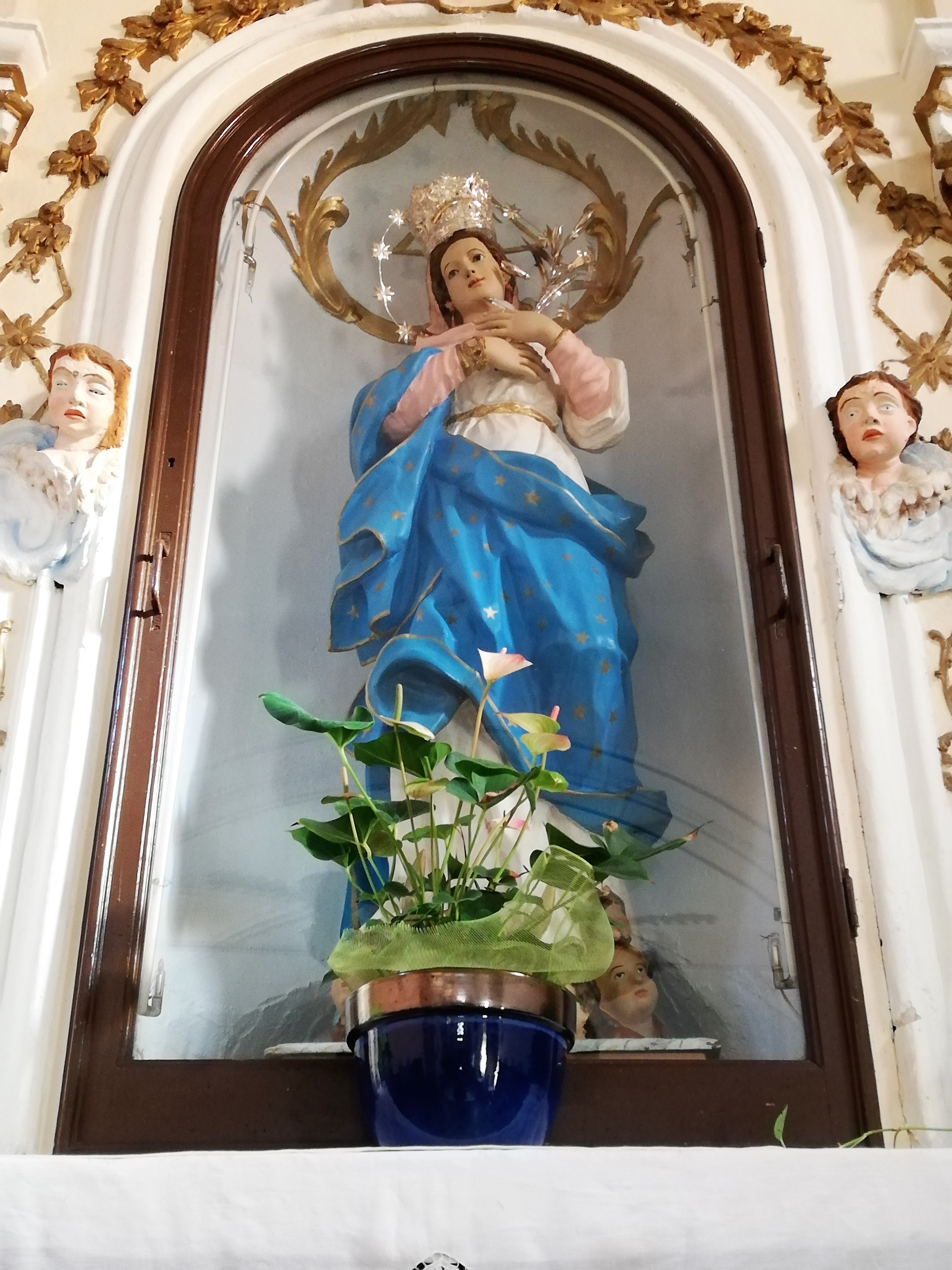
Il simulacro dell'Immacolata Concezione.

## Storia

### Epoca spagnola
L'edificazione fu voluta dalla Confraternita di Maria Vergine Immacolata fondata nel 1702. Nel 1750 l'arcivescovo di Messina Tommaso Moncada concesse ai membri del sodalizio la facoltà di erigere il luogo di culto per ovviare al disagio di non averne uno proprio. I confrati utilizzavano come sede ambienti ubicati nell'Oratorio di Gesù e Maria presso l'antico duomo di San Sebastiano.
La costruzione sorse nell'omonimo quartiere adagiato ai piedi della collinetta che ospita l'aggregato dei Basiliani, dal quale dista solo poche decine di metri e fu completata sul finire del XVIII secolo.
Particolare il ciclo delle sei tele ovali del XVII secolo raffiguranti la Sacra Famiglia, la Presentazione di Gesù al Tempio, l'Annunciazione, la Visitazione di Maria a Santa Elisabetta, la Circoncisione e l'Ascensione.

### Epoca contemporanea
Restaurata tra il 2000 e il 2002, nel 2009 sono state svolte indagini per rivelare l'esistenza degli ipogei e condurre campagne per la loro esplorazione.

## Esterno
Il prospetto comprendente due campanili laterali gemelli è un elemento comune all'architettura della chiesa di San Giovanni Battista (1635), chiesa del Santissimo Crocifisso (1663), chiesa di Maria Santissima del Tindari (1761) e al primitivo prospetto della chiesa del Carmine.

## Interno
Impianto a navata unica con un solo altare per parete laterale. Arco trionfale caratterizzato da modanature e dorature, sul lato destro
del pilastro è presente una nicchia contenente un simulacro.
Il tetto dell'aula presenta delle vele in corrispondenza delle finestre. Cantoria realizzata nella controfacciata.

### Parete destra
Medaglione raffigurante 
- Altare di San Giuseppe: tra lesene sovrapposte è ubicata la nicchia delimitata da colonne in stile dorico sormontate da capitelli corinzi. Il timpano presenta un'articolata modanatura e fregi lignei con motivi a foglie d'acanto. All'interno è custodita la statua raffigurante il patriarca San Giuseppe con Bambinello.

Medaglione raffigurante la Presentazione di Gesù al Tempio.

### Parete sinistra
Medaglione raffigurante l'Annunciazione.
- Altare dell'Ecce Homo: il manufatto è pressoché identico all'altare delle parete desta. Tra lesene sovrapposte è ubicata la nicchia delimitata da colonne in stile dorico sormontate da capitelli corinzi. Il timpano presenta un'articolata modanatura e fregi lignei con motivi a foglie d'acanto. All'interno è custodita la statua raffigurante l'Ecce Homo - scultura in cartapesta del 1921 opera di Matteo Trovato - processionata durante i riti penitenziali della Settimana Santa.

Medaglione raffigurante la Visitazione di Maria a Santa Elisabetta.

### Presbiterio
Medaglione sinistro raffigurante l'Ascensione.
- Altare dell'Immacolata Concezione: tra lesene sovrapposte è ubicata la nicchia sormontata da architrave a sua volta sovrastata da decorazioni e fregi lignei con motivi a foglie d'acanto. Sulla raggiera centrale è realizzata una colomba in stucco raffigurazione dello Spirito Santo. All'interno è custodita la statua raffigurante la Madonna Immacolata del XVIII secolo, ai lati della nicchie due teste di putto alate e una ricca decorazione in stucco con particolari dorati.

Medaglione destro raffigurante la Sacra Famiglia.
Varco per l'accesso in sacrestia sulla destra. Scranni di coro ligneo addossati alle pareti del presbiterio rettangolare.

## Sacrestia

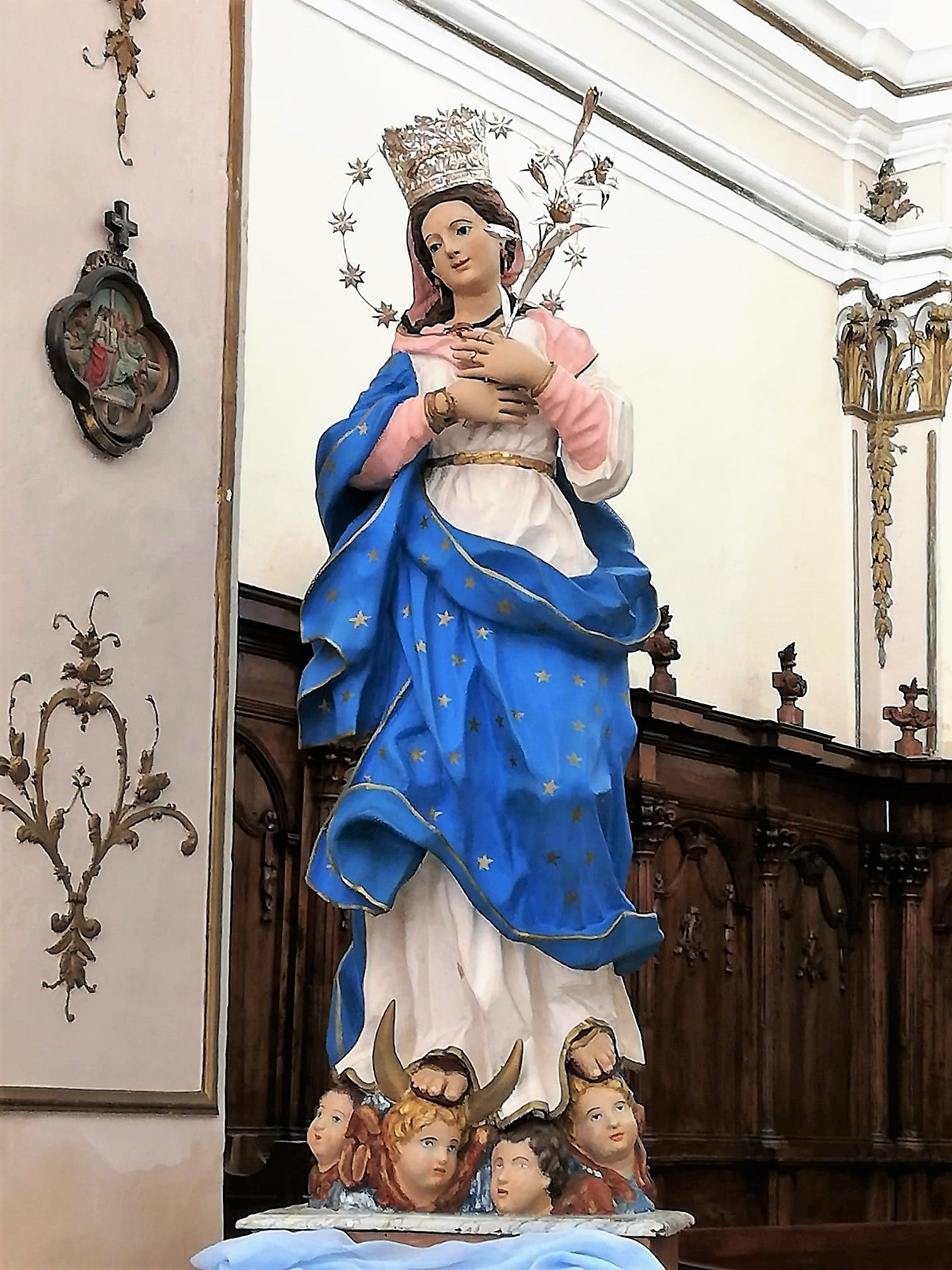
Immacolata Concezione, simulacro.

L'ambiente ospita due varette del Venerdì Santo rispettivamente la Deposizione dalla croce e la Pietà.

## Cripta
Nell'ambiente sono presenti due cripte di cui una in corrispondenza dell'altare maggiore.
Putrefarium costituito da ventisei nicchie, ambiente in origine adibito alla sepoltura dei bambini.

## Confraternita di Maria Vergine Immacolata
Sodalizio già attestato nell'Oratorio di Gesù e Maria del primitivo duomo di San Sebastiano.

## Feste religiose
- 8 dicembre, Immacolata Concezione: novena e rito processionale.
- 13 - 24 dicembre, Novena di Natale: tradizionale.